# 波津彬子
波津彬子（1959年12月16日—）是日本漫畫家，現於石川縣金澤市居住。代表作有《雨柳堂夢語》、《唐人屋敷》、《優雅的英國系列》等。

## 經歷
波津彬子學生時代因其姊花郁悠紀子的緣故而接觸坂田靖子主持的漫畫研究會「Lovely」，開始創作漫畫，並擔任花郁悠紀子的助手。在其姊離世後，1981年以《波の輓歌》（直譯：波之輓歌）刊登於《ALLAN》（アラン）1月號而出道。波津彬子善於繪製有濃郁傳統和風的少女漫畫，有耽美傾向，畫風清新淡雅。在她的作品《鏡花夢幻》中尤其更能體現。「Yaoi」一詞定義即是波津擔任同人誌《RAPPORIらっぽりやおい特集号（YAOI特集號）》責編時所確立的
。
波津彬子繼承了花郁悠紀子作品的著作財產權。

## 筆名
波津彬子為筆名，本名為開發明子（開発明子），波津（はつ）日文音同開發的「發」，對應其姊花郁悠紀子的花郁（かい）（日文音同開發的「開」）。

## 作品列表

### 漫畫
- Ｂ級天堂（日语：B級パラダイス！）（朝日ソノラマ、1985年〔改訂・増補版1993年〕）、東立出版社
- 燕雀庵夜話（日语：燕雀庵夜咄）（朝日ソノラマ、1989年）、東立出版社
- 雨柳堂夢語（日语：雨柳堂夢咄）（朝日ソノラマ、1991年～）、東立出版社
- 水棲之鬼（日语：水に棲む鬼）（朝日ソノラマ、1992年）、東立出版社
- 秋霖之忌（日语：秋霖の忌）（朝日ソノラマ、1992年）、東立出版社
- 溫存夜語（日语：夜はきて愛を語り）（朝日ソノラマ、1993年）、東立出版社
- 靈異牡丹燈籠（日语：牡丹燈籠）（朝日ソノラマ、1995年）、東立出版社
- 鏡花夢幻（朝日ソノラマ、1995年）、東立出版社
- 九道黑夜門（日语：９つの夜の扉）（朝日ソノラマ、1997年）、東立出版社
- 花之守護者1（日语：異國の花守）（小学館 PFコミックス、1997年）、青文出版社
  - 花之守護者2（日语：花の聲　異国の花守）（小学館 PFコミックス、1999年）、青文出版社
- 深夜溫柔手（日语：夜のやさしい手）（白泉社 ジェッツコミックス、1999年）、東立出版社
- 唐人屋敷（朝日ソノラマ、2000年）、東立出版社
- 優雅的英國系列（日语：うるわしの英国シリーズ）（小学館《Petit Flower（日语：プチフラワー）》《月刊flowers》、フラワーコミックス スペシャル、2002年～2007年）、東立出版社
  - 等待月亮出來（日语：月の出をまって）
  - 中國之鳥（日语：中国の鳥）
  - 空中樓閣的住人（日语：空中樓閣の住人）
  - 雙子玫瑰的憂鬱（日语：花々のゆううつ）
  - 風之門扉（日语：扉をあける風）
- 公主的戀愛煩惱（日语：姬の戀わずらい）（小学館 フラワーコミックス スペシャル、2008年）、東立出版社
- 中國風淑女（日语：レディシノワズリ）（小学館《月刊flowers》2010年7月号～2013年3月号、全2冊）、東立出版社
- 和服屋奇幻譚（日语：ふるぎぬや紋様帳）（小学館《月刊flowers》2014年6月号～）、東立出版社

尚未含中文代理
- 1987年 光の庭·風の立つ影
- 1988年 パーフェクト·ジェントルマン
- 1990年 お目にかかれて
- 冥境青譚抄
  1. 幽霊宿の主人（角川書店　Asuka comics DX.、1994年）
  2. 水の中の月（角川書店　Asuka comics DX.、1996年）
- 女神さまと私（日语：女神さまと私）（小学館《月刊flowers》2008年6月号～2010年3月号、全2冊）
- 2009年 幻想綺帖 一
- 2009年 幻想綺帖 二
- お嬢様のお気に入り（小学館《增刊flowers》2015年秋号～）

### 其他
畫冊
- （小学館、2001年）
- （朝日ソノラマ、2004年）
- （小学館、2010年）

小說插畫
- 銀のレクイエム （角川書店、1993年，吉原理惠子（日语：吉原理恵子）著）
- 紅かんざし（勁文社、1994年，深沢梨絵（日语：深沢梨絵）著）
- 水月宮（ミリオン出版、1996年，嶋田純子（日语：嶋田純子）著）
- 影を抱きて（竹書房、1996年，松岡なつき著）
- 葡萄シリーズ（小学館、1998年，著）
- 大正青夢譚―銀月と云ふ男（角川書店、1998年，秋月皓（日语：秋月こお）著）

CD
- 雨柳堂夢咄 廣播劇CD(ドラマCD) 聲優及收錄作品：
  - 蓮：櫻井孝宏
  - 蓮の祖父：青野武

◆『花椿の戀』

　　高澤：梁田清之　花精：小山裕香

◆『宵待ちの客』

　　龍衛：室園丈裕　紗也子：田村ゆかり

◆『十四夜の月に』

　　女：小山裕香

◆『花に暮れる』

　　三雲太夫：五十嵐麗　皇月：田中秀幸

## 外部連結
- 波萬波～Below the Billows～ （页面存档备份，存于）（日語，官方網站）
- 波津彬子ファンページ：波津ぱらだいす（日語，後援網站)